# Бжузе (гміна)
Гміна Бжузе (пол. Gmina Brzuze) — сільська гміна у північній Польщі. Належить до Рипінського повіту Куявсько-Поморського воєводства.
Станом на 31 грудня 2011 у гміні проживало 5409 осіб.

## Площа
Згідно з даними за 2007 рік площа гміни становила 86.25 км², у тому числі:
- орні землі: 80.00%
- ліси: 6.00%

Таким чином, площа гміни становить 14.69% площі повіту.

## Населення
Станом на 31 грудня 2011:
| Опис     | Загалом | Загалом | Чоловіки | Чоловіки | Жінки | Жінки |
| -------- | ------- | ------- | -------- | -------- | ----- | ----- |
| одиниця  | осіб    | %       | осіб     | %        | осіб  | %     |
| все      | 5409    | 100     | 2698     | 49.88    | 2711  | 50.12 |
| міське   | 0       | 100     | 0        |          | 0     |       |
| сільське | 5409    | 100     | 2698     | 49.88    | 2711  | 50.12 |

## Сусідні гміни
Гміна Бжузе межує з такими гмінами: Хростково, Радомін, Роґово, Рипін, Вомпельськ, Збуйно.